# La bellezza di Roma
La bellezza di Roma è una raccolta di racconti di Raffaele La Capria pubblicati in volume nel 2014.

## Edizioni
- Raffaele La Capria, La bellezza di Roma, Collezione Libellule, Milano: Mondadori, 2014, ISBN 978-88-04-63795-0

## Contenuto
Il volume è costituito da sei racconti riguardanti Roma, tutti apparsi in precedenza su libri o su riviste in tempi e in occasioni diverse, nell'arco di circa 40 anni:
- Lamento su Roma è stato pubblicato originariamente su Il Mondo del 13 febbraio 1975.
- I consigli di papà e Il posto alla Rai sono tratti dal volume Fiori giapponesi[1]
- Un albergo a vita è tratto da Communis patria[2]
- Una modesta proposta è uscito in Quale Roma?[3]
- A passeggio con Clementina è tratto da Il sentimento della letteratura[4]

Il volume di Raffaele La Capria è stato pubblicato nel febbraio 2014, a breve distanza dall'uscita del film La grande bellezza di Paolo Sorrentino. L'argomento, la somiglianza dei titoli del libro e del film, l'origine partenopea dello scrittore e del regista, hanno suscitato la domanda se la Roma dei racconti di La Capria sia la stessa città filmata da Paolo Sorrentino. Nei racconti di La Capria la Roma attuale è descritta come una località decaduta, sporca e degradata, ricettacolo di opportunisti e parassiti. Ciononostante la Capria ritiene che Roma sia la città più cosmopolita in Italia.